# Ruta suicida
Ruta suicida (título original en inglés: The Gauntlet) es una película de acción estadounidense de 1977, dirigida y protagonizada por Clint Eastwood. Es el top 24 de las 100 mejores películas de acción de todos los tiempos por GQ.

## Sinopsis
Ben Shockley (Clint Eastwood) un policía de Phoenix, Arizona, adicto a la bebida, es asignado para transportar a una testigo llamada Gus Mally (Sondra Locke) desde Las Vegas. Mally es una prostituta que tiene nexos con la mafia así como información incriminatoria sobre ciertas figuras importantes a nivel político. Pero la misión se convertirá en algo más difícil de lo esperado, ya que alguien muy poderoso está empeñado en que no lleguen a su destino. La pareja deberá enfrentarse a la verdad acerca de aquellos en quienes confían, así como sus propias convicciones para poder llegar hasta Phoenix, donde les espera un peligro mortal.

## Reparto
- Clint Eastwood es el Detective Ben Shockley.
- Sondra Locke es Augustina "Gus" Mally.
- Pat Hingle es Maynard Josephson.
- William Prince es el Comisionado Blakelock.
- Bill McKinney es Constable.
- Michael Cavanaugh es Feyderspiel.
- Carole Cook interpreta a una camarera.

## Producción
Al principio se quiso para la película como protagonistas a Steve McQueen y Barbara Streisand. Sin embargo ambos no se llevaban bien, por lo que, al final, Clint Eastwood y Sondra Locke se encargaron de interpretar los papeles protagonistas.

## Clasificación por edades
| País              | Calificación                    |
| ----------------- | ------------------------------- |
| Alemania oriental | 16                              |
| Argentina         | ATP 16 (clasificación original) |
| Australia         | M (TV) MA (DVD) R               |
| Canadá            | 18A                             |
| Brasil            | 16                              |
| Chile             | 14 21 (clasificación original)  |
| España            | * 13 (NRM13) Prohibida          |
| Estados Unidos    | R                               |
| Filipinas         | R-13                            |
| Finlandia         | K-16                            |

| País          | Calificación |
| ------------- | ------------ |
| Hong Kong     | IIB          |
| Italia        | VM14         |
| Islandia      | 16           |
| Noruega       | 16           |
| Nueva Zelanda | R16          |
| Países Bajos  | 15           |
| Perú          | 14           |
| Reino Unido   | 18 X         |
| Singapur      | NC-16        |
| Suecia        | 15           |
| Colombia      | 18           |
| México        | B15 C        |
| Japón         | R R-15       |

## Recepción
La obra cinematográfica fue bien recibida por la crítica y el público y se ha convertido hoy en día en un pequeño clásico dentro de la filmografía de Eastwood.